# 悼公 (鄭)
悼公（とうこう、紀元前?年 - 紀元前585年）は、春秋時代の鄭の君主。姓は姫、名は沸（ひ、『春秋左氏伝』では費と表記）。

## 生涯
襄公の子として生まれる。
襄公18年（前587年）3月、襄公が薨去したため、子の公子沸が立って鄭君（以降は悼公と表記）となった。11月、公孫申は軍を率いて許に赴き、昨年許から奪った土地を領内に入れて国境を正そうとした。しかし、許の人がこれを襲撃し、展陂（てんひ：許の地）で破ったため、悼公は許を攻撃して鉏任（しょじん）・泠敦（れいとん）の田を取った。これに対して晋が許を救って鄭を攻撃し、汜祭（鄭の地）を取ったので、鄭の同盟国である楚は子反を遣わして鄭の救援に向かわせた。悼公と許の霊公は子反にそれぞれの言い分を訴えたが、子反は「今は判決を下せない」とした。
悼公元年（前586年）、許の霊公が楚に鄭を悪く言ったため、悼公は弟の睔（こん）を遣わし、楚に直訴させた。しかし、鄭の言い分が正しくなかったとして楚は睔を捕らえた。これに対し悼公は晋に赴き、晋と和親した。一方、睔は楚の子反と結託し、子反の取りなしによって帰国することができた。12月、悼公は晋・斉・宋・衛・魯・曹・邾・杞の君主たちと蟲牢（ちゅうろう：鄭の地）で同盟を組んだ。
悼公2年（前585年）春、悼公は晋に赴いて和平が成立したことの礼を述べた。6月、悼公が薨去し、弟の公子睔が立って鄭君（成公）となった。

## 参考資料
- 『春秋左氏伝』（成公四年、五年、六年）
- 『史記』（鄭世家第十二）